# Aloe rugosifolia
Aloe rugosifolia ist eine Pflanzenart der Gattung der Aloen in der Unterfamilie der Affodillgewächse (Asphodeloideae). Das Artepitheton rugosifolia leitet sich von den lateinischen Worten rugosus für ‚runzelig‘ sowie -folius für ‚-blättrig‘ ab und verweist auf die runzlige Blattoberfläche.

## Beschreibung

### Vegetative Merkmale
Aloe rugosifolia wächst stammbildend, ist gelegentlich einfach und bildet für gewöhnlich kleine Gruppen. Der mit der Zeit niederliegende Stamm erreicht eine Länge von bis zu 50 Zentimeter. Die 16 bis 20 lanzettlich verschmälerten Laubblätter bilden eine dichte Rosette. Die tiefgrüne bis bräunliche grüne Blattspreite ist 20 bis 40 Zentimeter lang und 5,5 bis 8 Zentimeter breit. Auf ihr befinden sich viele zerstreute trübweiße linsenförmige Flecken. Die Blattoberfläche ist fein runzelig. Die starren, rötlich braunen Zähne am Blattrand sind an ihrer Basis heller. Sie sind 3 bis 5 Millimeter lang und stehen 10 bis 15 Millimeter voneinander entfernt. Der Blattsaft trocknet gelb.

### Blütenstände und Blüten
Der Blütenstand weist acht bis zehn Zweige auf und erreicht eine Länge von 150 bis 180 Zentimeter. Die lockeren, zylindrisch spitz zulaufenden Trauben sind 10 bis 20 Zentimeter lang. Die eiförmig-spitzen Brakteen weisen eine Länge von 10 bis 13 Millimeter auf und sind 4 bis 8 Millimeter breit. Die rosarötlichen Blüten stehen an 5,5 bis 7 Millimeter langen Blütenstielen. Sie sind 25 bis 28 Millimeter lang und an ihrer Basis gerundet. Auf Höhe des Fruchtknotens weisen die Blüten einen Durchmesser von 5 bis 6 Millimeter auf. Darüber sind sie auf 8 Millimeter erweitert. Ihre äußeren Perigonblätter sind auf einer Länge von 15 Millimetern nicht miteinander verwachsen. Die Staubblätter und der Griffel ragen kaum aus der Blüte heraus.

## Systematik und Verbreitung
Aloe rugosifolia ist auf beiden Seiten der Grenze zwischen Äthiopien und Kenia im offenen laubabwerfenden Wald in Höhen von 1000 bis 1100 Metern verbreitet.
Die Erstbeschreibung durch Michael George Gilbert und Sebsebe Demissew wurde 1992 veröffentlicht. Ein Synonym ist Aloe otallensis var. elongata A.Berger (1908).

## Nachweise